# Wiang Haeng (huyện)
Wiang Haeng (tiếng Thái: เวียงแหง) là một huyện (‘‘amphoe’’) ở phía bắc của tỉnh Chiang Mai, phía bắc Thái Lan.

## Lịch sử
Khu vực tambon Wiang nằm xa trung tâm Chiang Dao. Chính quyền đã tách Tambon Mueang Haeng và Piang Luang để lập tiểu huyện (King Amphoe) ngày 5 tháng 5 năm 1981. Đơn vị này đã được nâng thành huyện ngày 4 tháng 11 năm 1993.

## Địa lý
Các huyện giáp ranh (từ đông bắc theo chiều kim đồng hồ) là Chiang Dao của tỉnh Chiang Mai, Pai của tỉnh Mae Hong Son và bang Shan của Myanmar.

## Hành chính
Huyện này được chia thành 3 phó huyện (tambon), các đơn vị này lại được chia thành 26 làng (muban). Không có khu vực đô thị (thesaban, và 3 Tổ chức hành chính tambon (TAO).
| Số TT | Tên          | Tên tiếng Thái | Số làng | Dân số |  |
| ----- | ------------ | -------------- | ------- | ------ |  |
| 1.    | Mueang Haeng | เมืองแหง        | 12      | 8.631  |  |
| 2.    | Piang Luang  | เปียงหลวง       | 9       | 16.757 |  |
| 3.    | Saen Hai     | แสนไห          | 5       | 3.488  |  |